# Krysa Maclearova
Krysa Maclearova (Rattus macleari) je vyhynulý druh krysy, který obýval pouze Vánoční ostrov v Indickém oceánu. Jejím biotopem byly zalesněné oblasti. Šlo zřejmě hlavně o nočního živočicha, který se během dne schovával v kořenovém systému stromů a v dutých padlých kmenech. Živil se ovocem, mladými výhonky a zřejmě i dalšími typy potravy, které se nicméně nepodařilo konkretizovat. Krysa nebyla zvyklá na lidi a vůbec se jich nebála. Na rozdíl od své nejbližší příbuzné krysy buldočí (Rattus natvitatis) uměla lézt velmi obratně po stromech (tehdejší pozorovatelé ji v tomto přirovnávali k veverce). Ani to jí však nezachránilo před vyhubením způsobeným nakažlivou chorobou (trypanosoma potkaní), zavlečenou s největší pravděpodobností krysami obecnými v roce 1900. Poslední jedinci krysy Maclearovy byli spatřeni v roce 1903 a druh zřejmě vyhynul mezi dubnem a říjnem 1904. Potkal ji tak stejný osud jako krysu buldočí.